# Dichomeris copa
Dichomeris copa is een vlinder uit de familie van de tastermotten (Gelechiidae). De wetenschappelijke naam van de soort is voor het eerst geldig gepubliceerd in 1986 door Hodges.

## Type
- holotype: "male, 16.VII.1975. G. Franc1emont"
- instituut: USNM
- typelocatie: "USA, New York, Ithaca, Snyder Heights, 1100"[3]